# 井内悠陽
井内 悠陽（いうち はるひ、2004年7月12日 - ）は、日本の俳優。京都府出身。ワタナベエンターテインメント所属。同事務所の若手俳優ユニットWAVEのメンバー。

## 来歴
中学2年生の時にテレビドラマ『デスノート』の窪田正孝の芝居に衝撃を受け、俳優という仕事に興味を持つ。
ワタナベエンターテインメントスクール、渡辺高等学院を卒業し、2023年にワタナベエンターテインメントに所属する。
2024年3月3日、『爆上戦隊ブンブンジャー』にて、主人公・範道大也 / ブンレッド役でドラマデビューし、連続ドラマ初出演・初主演する。同年7月26日、同作の劇場版『爆上戦隊ブンブンジャー 劇場BOON! プロミス・ザ・サーキット』で映画初出演。
2025年7月期、火9ドラマ『スティンガース 警視庁おとり捜査検証室』に小山内誠役でGP帯連続ドラマ初出演。他キャストがオファーの中、井内はオーディションで抜擢された。

## 人物
バスケットボール・卓球・テニス・水泳・スノーボード・現代アクションのスポーツ歴がある。テニスは中学1年生までプロを目指していた。
趣味・特技はダンス、作詞作曲、弾き語り、小説執筆。好きな特撮作品は『仮面ライダーウィザード』と『海賊戦隊ゴーカイジャー』。
憧れの俳優として窪田正孝、山田裕貴、松坂桃李を挙げている。

## 出演

### テレビドラマ
- スーパー戦隊シリーズ（テレビ朝日）
  - 爆上戦隊ブンブンジャー（2024年3月3日 - 2025年2月9日） - 主演・範道大也 / ブンレッド 役[8]
  - ナンバーワン戦隊ゴジュウジャー 第1話・第2話（2025年2月16日・23日） - 堤なつめ / クワガタオージャー 役[9]
- ショートドラマSP 犬系男子（2025年3月22日、朝日放送テレビ） -  柴悠陽 役[10]
- スティンガース 警視庁おとり捜査検証室（2025年7月22日 - 、フジテレビ） - 小山内誠 役[11]

### 映画
- 爆上戦隊ブンブンジャー 劇場BOON! プロミス・ザ・サーキット（2024年7月26日、東映） - 主演・範道大也 / ブンレッド 役[5]

### オリジナルビデオ
- 爆上戦隊ブンブンジャーVSキングオージャー（2025年10月29日、東映ビデオ） - 主演・範道大也 / ブンレッド 役[12]

### 舞台
- dysmic Entertainment「音楽劇 ピノキオ〜絵本の中の僕〜」（2023年10月19日 - 22日、ABCホール）[13][14]
- スーパー戦隊シリーズ
  - 爆上戦隊ブンブンジャーショーシリーズ第3弾素顔の戦士特別公演「アクセルブンブンブーン!届け、音楽の力!更なる加速、ブンブンパワー大爆走!!」（2025年1月2日 - 2月2日、シアターGロッソ） - 主演・範道大也 / ブンレッド 役
  - ナンバーワン戦隊ゴジュウジャー 制作発表イベント（2025年、シアターGロッソ） - ブンレッドの声[15]
  - 爆上戦隊ブンブンジャーショーシリーズ第4弾「宇宙を越える熱き絆!爆アゲ!GロッソFINAL LAP!!」（2025年2月11日 - 3月23日　シアターGロッソ） - 主演・範道大也 / ブンレッド 役
  - 爆上戦隊ブンブンジャー ファイナルライブツアー2025（2025年3月30日、静岡市清水文化会館マリナート・大ホール / 4月5日、川商ホール(鹿児島市民文化ホール) / 4月6日、福岡サンパレス / 4月13日、仙台サンプラザホール / 4月20日、札幌文化芸術劇場 hitaru / 4月26日・27日、Niterra日本特殊陶業市民会館 / 4月29日、キッセイ文化ホール(長野県松本文化会館) / 5月10日、新潟県民会館 / 5月17日・18日、オリックス劇場） - 主演・範道大也 / ブンレッド 役

## 書籍

### カレンダー
- 井内悠陽カレンダー　2025.04-2026.03（2025年3月21日、KADOKAWA）

### 玩具
- 爆上戦隊ブンブンジャー ブンブンチェンジャー -MEMORIAL EDITION-（2025年8月）
- 爆上戦隊ブンブンジャー ブンブンチェンジアックス -MEMORIAL EDITION-（2025年10月）

## ディスコグラフィ

### キャラクターソング
| 発売日        | 商品名                                                        | 歌 | 楽曲          | 備考                                             |
| ------------- | ------------------------------------------------------------- | --- | ------------- | ------------------------------------------------ |
| 2024年9月25日 | 爆上戦隊ブンブンジャーEP vol.3 (オリジナル・サウンドトラック) | ブンレッド/範道大也（井内悠陽）、ブンブルー/鳴田射士郎（葉山侑樹）、ブンピンク/志布戸未来（鈴木美羽）、ブンブラック/阿久瀬錠（齋藤璃佑）、ブンオレンジ/振騎玄蕃（相馬理）、さくらキッズ | 「にじ」      | 特撮テレビドラマ『爆上戦隊ブンブンジャー』関連曲 |
| 2025年1月29日 | 爆上戦隊ブンブンジャー キャラクターソングアルバム             | ブンレッド/範道大也（井内悠陽） | 「自転」      | 特撮テレビドラマ『爆上戦隊ブンブンジャー』関連曲 |
| 2025年1月29日 | 爆上戦隊ブンブンジャー キャラクターソングアルバム             | THE BUNBUNZ | 「BAKUAGE!!」 | 特撮テレビドラマ『爆上戦隊ブンブンジャー』関連曲 |

### ユニットメンバー
1. ↑  井内悠陽、葉山侑樹、鈴木美羽、齋藤璃佑、相馬理、宮澤佑